# Société de gymnastique de Porto Alegre
La Société de gymnastique de Porto Alegre (Sociedade de Ginástica Porto Alegre - Sogipa) a été fondée en 1867 par un groupe d'immigrants allemandsavec à sa tête Her Vlorian Fignreich à l'initiative du marchand Alfred Schütt, qui amenait de sa terre natale la Turnen (pratique de la gymnastique). La société des origines comptait 25 associés.
Dans ses premières années la Sogipa avait comme activités principales la gymnastique, le tir, le théâtre et les bals. À cette époque, la gymnastique n'était pratiquée que par les hommes. Avec le temps, et en gardant cette règle, des groupes pour tous les âges apparurent. La natation et l'escrime commencèrent à faire partie des activités de la société. Les excursions étaient fréquentes vers le quartier de Belém Velho, lieu bucolique, ou les municipalités telles que Canoas et Sapucaia do Sul.
Son identité allemande était très forte et ce ne fut qu'à partir des années 1940 que le club prit réellement une identité brésilienne, gaúcha et porto-alegrense.
La Sogipa du XXIe siècle n'est plus celle de ses origines. Les dernières années virent croître considérablement le nombre de ses adhérents, de ses activités, ses participations aux évènements sportifs et les collaborations avec les autres clubs. Elle n'est plus tournée vers les descendants allemands ou la préservation d'une quelconque identité ethnique, mais est un club ouvert où une variété d'intérêts et de personnes se rencontrent et interagissent.